# Trinity (řeka v Texasu)
Trinity (anglicky Trinity River) je řeka na jihu USA ve státě Texas. Je dlouhá 1050 km od pramene Západní Trinity, z čehož 820 km tvoří vlastní tok od soutoku zdrojnic. Povodí řeky zaujímá plochu 45 600 km².

## Průběh toku
Vzniká soutokem Západní a Východní Trinity a ústí do zálivu Galveston Mexického zálivu.

## Vodní stav
Zdrojem vody jsou dešťové srážky. Průměrný průtok poblíž ústí činí 206 m³/s.

## Využití
Na řece byly vybudovány přehradní hráze. Na Západní Trinity leží města Fort Worth a Dallas.